# Орадя (футбольный клуб)
«Орадя» (рум. Clubul Atletic Oradea) — румынский футбольный клуб из города Орадя. Основан в 1910 году. Расформирован в 1963 году. Домашние матчи проводил на стадионе «Мунисипаль», вмещающем 18 000 зрителей.

## История
Клуб был основан в 1910 году.
Перед Первой мировой войной клуб участвовал только в региональных соревнованиях. Между 1920 и 1932 годами Орадя с переменным успехом играла в чемпионате жудеца, выигрывая его пару раз - в 1924 и 1925 годах. С 1922 года до 1938 года Орадя играла в Дивизии I - занимавшая в то время первую ступень в системе лиг Румынии. Лучший результат Орадьи в Дивизии I был достигнут в 1924 году, когда клуб достиг финала чемпионата, где проиграла клубу Чинезул (Тимишоара) со счётом 1-4. После вылета клуб два сезона провёл в Лиге ІІ, второй лиге в системе лиг.
Во время Второй мировой войны клуб играла в чемпионате Венгрии, под новым названием - Nagyváradi Atlétikai Club (NAC) и выиграла его в сезоне 1943/44.
После войны клуб был переименован в Либертату и вернулась обратно в чемпионат Румынии. В 1948 году клуб сменило своё название в Орадю, в 1951 на Прогресул и в 1961 году обратно в Орадю. В сезоне 1948/49 Орадя выиграла свой первый чемпионат, после возвращения в Лигу I. В 1954 году клуб обратно вылетела в Лигу II. После этого клуб с переменным успехом выходила и выбывала из Лиги I.
В 1963 году клуб в связи с обратным выбыванием в Лигу II была расформирована. Вместо него был создан новый клуб - Бихор Орадя, ставившим цель выхода и оставания в Лиге I.

## Достижения
Национальные
- Чемпион Румынии (1): 1948/49
- * Вице-чемпион Румынии (1): 1923/24
- Чемпион Венгрии (1): 1943/44
- * Вице-чемпион Венгрии (1): 1942/43
- Обладатель Кубка Румынии: 1956
- * Финалист Кубка Румынии (1): 1955
- Победитель Второй лиги (2): 1955, 1961/62